# German Alexandrowitsch Korobow
German Alexandrowitsch Korobow (russisch Герман Александрович Коробов; * 16. Juni 1913; † 27. Dezember 2006) war ein sowjetischer Waffenkonstrukteur.

## Leben
Korobow wurde in der Nähe von Belorezk im Ural geboren. Sein Vater war Postangestellter. Als Kind zeigte Korobow bereits mechanische Begabung und bastelte verschiedene Mechanismen bis hin zu Modellflugzeugen.
Nach dem Schulbesuch entschied sich Korobow gegen die Lehrerlaufbahn und arbeitete ab 1930 in einem Drahtwerk in Belorezk. Gleichzeitig absolvierte er ein technisches Abendstudium an der Swerdlowsker Hochschule. 1937 wurde er zur Roten Armee eingezogen. Korobow wurde bei Tschita zum Bomberbordschützen ausgebildet, u. a. am SchKAS-MG. Korobow machte Vorschläge zur Verbesserung des MGs, besonders zur Erhöhung der Kadenz durch einen anderen Lademechanismus. Sein Vorgesetzter unterstützte ihn, indem er Korobow die Möglichkeit gab, ungestört zu konstruieren und Zeichnungen zu erstellen. Wenn auch die von Korobow vorgeschlagenen Änderungen so nicht umsetzbar waren, so hatte doch die nach Moskau geschickte Zeichnung das Interesse höherer Stellen gefunden und Korobow wurde eine Stelle in einem der zentralen Konstruktionsbüros angeboten; entweder im ZKB-15 Spitalny in Moskau oder aber im ZKB-14 Tula. Korobow entschied sich für Tula und arbeitete dort zunächst an der Verbesserung des SchKAS, später an Luftgewehren und entwarf schließlich einen Zündmechanismus für Brandflaschen.
Nach der Evakuierung des ZKB-14 nach Slatoust 1941 entwarf Korobow seine erste eigene Schützenwaffe, eine Maschinenpistole im Kaliber 7,62 mm.
Für den 1946 gestarteten Wettbewerb um die neue Schützenwaffe der Sowjetarmee im Kaliber 7,62 × 39 mm reichte Korobow den Entwurf TKB-408 ein, einen der ersten automatischen Hinterschaftlader der Welt.
In der Folge konstruierte Korobow mehr als 30 verschiedene Jagd-, Sturm- und Maschinengewehre, die stets durch ihr innovatives Design beeindruckten und meistens ihrer Zeit voraus waren. Keine seiner Militärwaffen schaffte es bis in die Serienproduktion.

## Konstruktionen
- Revolver-Maschinengewehr, basierend auf dem Maschinengewehr SchKAS
- Rückstoßkompensator für die Bordkanone WJa-23
- TKB-408: erstes Hinterschaftlader-Sturmgewehr der Welt (1947)[1]
- TKB-517: Sturmgewehr, verzögerter Rückstoßlader (1952)[2]
- TKB-022: eine Reihe von sowjetischen experimentellen Sturmgewehren in Hinterschaftlader-Anordnung (1962–68)[3]
- TKB-059: Prototyp eines dreiläufigen Salvenfeuer-Sturmgewehres (1962–66)
- TKB-072: Sturmgewehrprototyp mit zwei Feuermodi, Vorläufer des TKB-0111 (1967)
- TKB-0111: Sturmgewehrprototyp für den „Abakan“-Wettbewerb (1973)

TKB-408
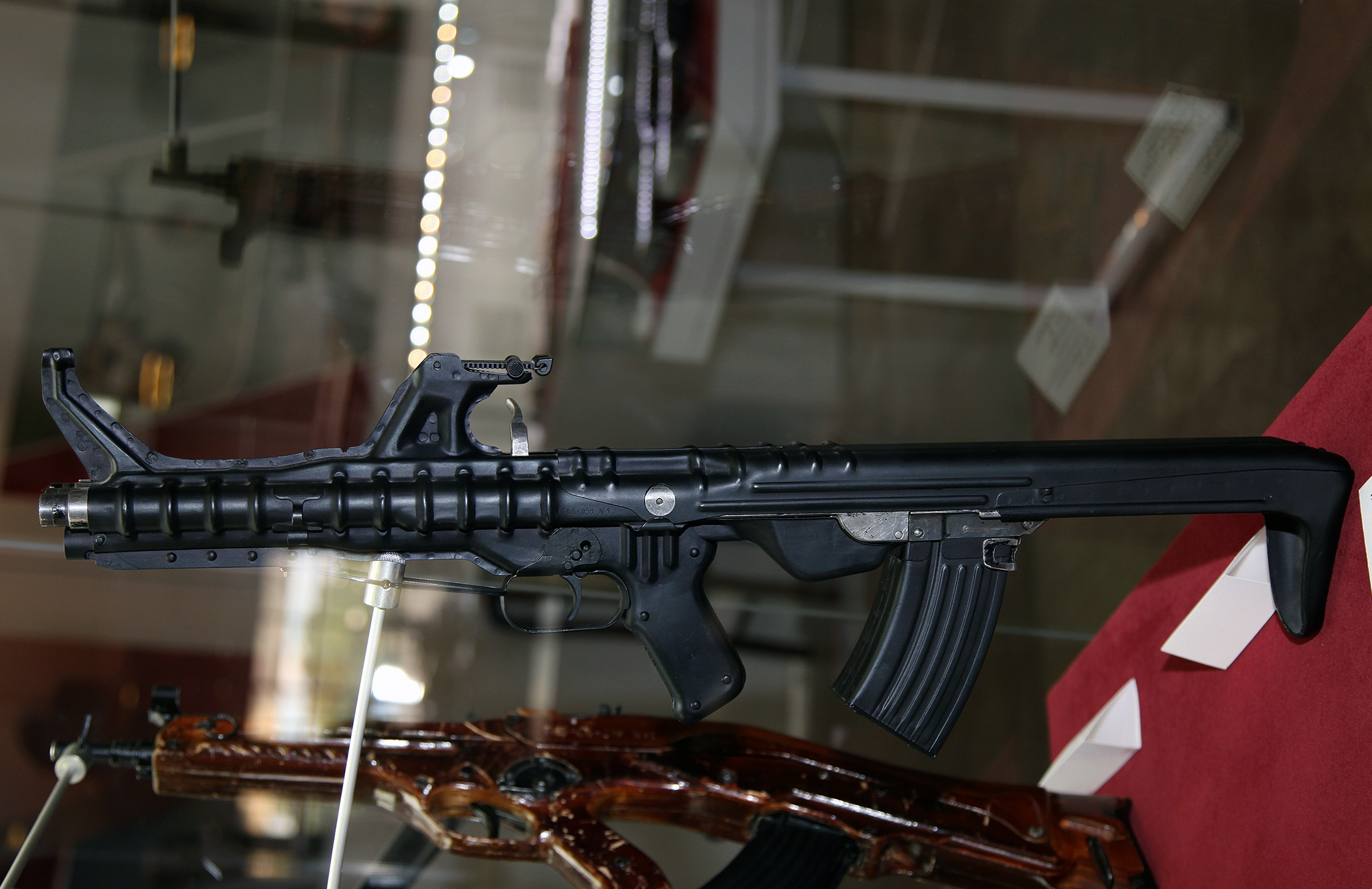
TKB-059
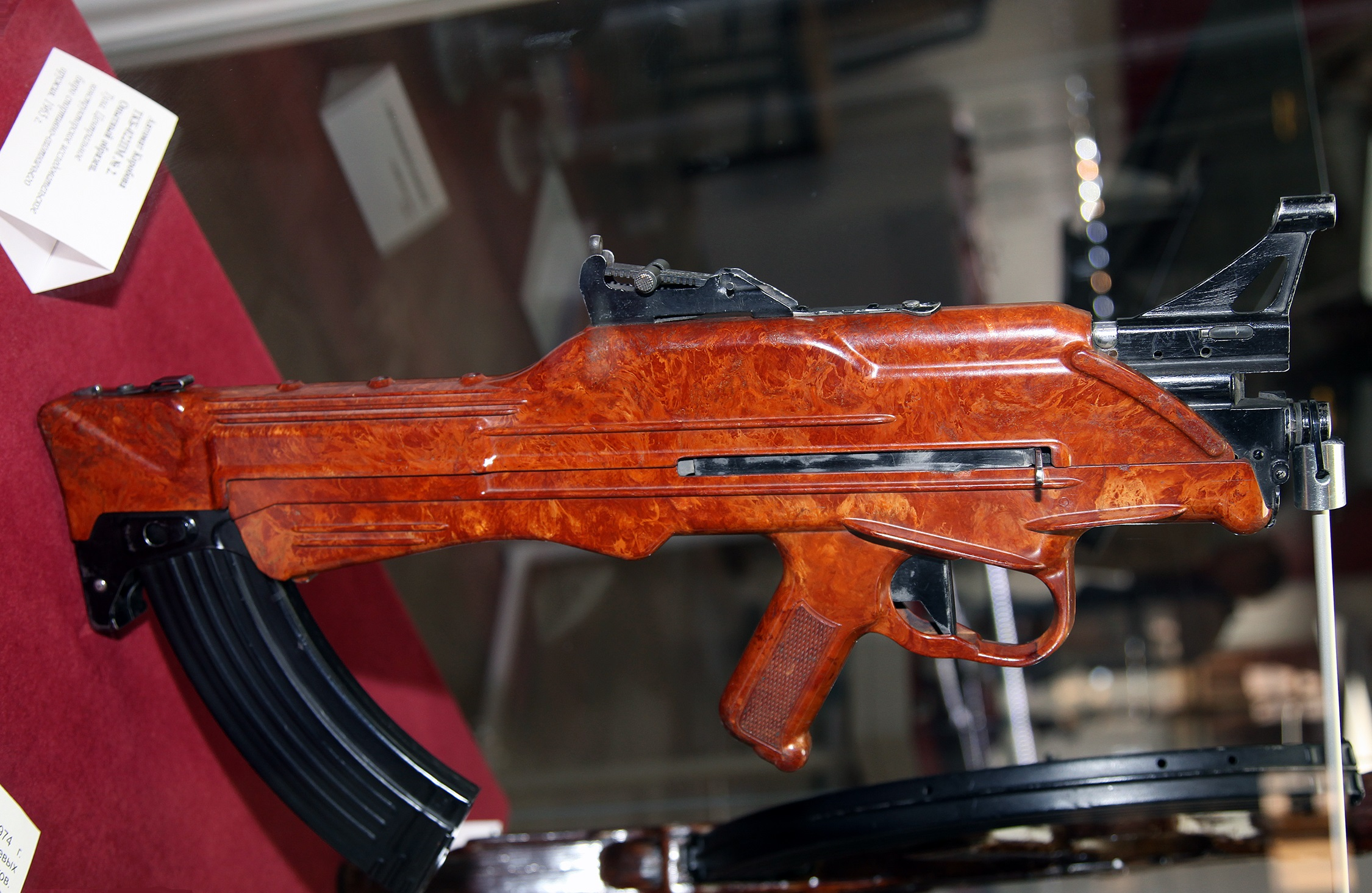
TKB-022
TKB-517

## Ehrungen
Für seine Verdienste bei der Entwicklung von Waffen wurde Korobow mit dem Orden des Roten Banners der Arbeit ausgezeichnet. Er erhielt den Ehrentitel „Ausgezeichneter Maschinenbauingenieur der RSFSR“.